# BMPR2
BMPR2 (рецептор костного морфогенетического белка II типа) — рецептор с серин/треонинкиназной ативностью. Он связывает BMP (костные морфогенетические белки) бета-субъединиц TGF-лигандов, вовлеченных в паракринную сигнализацию, что является формой коммуникации клеток, в которой клетка передает сигнал, вызывающий изменения в соседних клетках, изменяя их поведение или дифференцировку. Передача сигналов в BMP-пути начинается с присоединения BMP к рецептору II типа. Это вызывает вовлечение BMP рецептора I типа, который подвергается фосфорилированию. Фосфорилат рецептора I типа — R-SMAD транскрипционный регулятор.
Функции BMPs:
- участие в остеогенезе
- в росте клеток
- в дифференцировке клеток

## Работа рецептора
В отличие от TGFβ рецептора II типа, у которого есть высокое сходство с TGF-β1, у BMPR2 нет сходства с BMP-2, BMP-7 и BMP-4, если только это не сопряжено с BMPR1. При закреплении лиганда формируется комплекс рецепторов, состоящий из двух типов I и двух типов II трансмембранных киназ серина/треонина. При этом происходит фосфорилирование и активация рецепторов I типа, которые способны к автофосфорилированию, затем они связываются с транскрипционными регуляторами SMAD, активируя их. Связь слабая, но расширенная за счет наличия рецепторов I типа BMPs. В сигнальном TGFB-пути перед закреплением лигандов все рецепторы гомодимерны. А в случае рецепторов BMP только небольшая часть рецепторов гомодимерна перед закреплением лигандов.
Как только лиганд связывается с рецептором, число гомодимерных рецепторов олигомеров увеличивается, чтобы равновесие сместилось к гомодимерной форме. Низкое сродство к лигандам показывает отличие BMPR2 от другого рецептора TGF II типа.

## Развитие ооцита
BMPR2 выражен и в человеческих, и в животных фолликулярных клетках, и является решающим рецептором для BMP15 и фактором дифференцировки роста (GDF 9). Эти две сигнальные молекулы и их BMPR2 играют важную роль в развитии фолликулы в подготовке к овуляции. Однако BMPR2 не может связать BMP15 и GDF9 без помощи белка BMPR1B.

## Роль в медицине
В активированном состоянии BMPR2 подавляет быстрое расширение ткани гладких мышц кровеносных сосудов, что способствует жизнеобеспечению легочных артериальных эндотелиальных клеток и предотвращению артериальных повреждений.
Дисфункция BMPR2 может привести к легочной гипертонии, которая в свою очередь вызывает лёгочное сердце.
Особенно важно проверить на мутацию BMPR2 родственников пациентов с идиопатической легочной гипертонией, поскольку эта мутация возникает в 70-80 % семейных случаев.